# Петар Јањатовић
Петар Јањатовић (Београд, 30. јун 1956) српски је музички новинар и рок критичар.

## Биографија
Прве контакте са новинарством имао у гимназији као сарадник емисије Вече уз радио Првог програма Радио Београда. Од 1976. године редовно сарађује у новинама и часописима различитих профила. Објављивао је у листовима: Здраво, Џубокс, Укус несташних, Rock, Старт, Политикин забавник, НИН, Време, Дуга, Репортер, Супер Тин, X Zabava, Политика, Die Tageszeitung и по омладинској штампи на простору бивше Југославије.
Током целе каријере припрема и води музичке радио и ТВ емисије. Био је уметнички директор последњег Омладинског фестивала у Суботици 1990. године. Почетком 1993. је отишао са Другог програма Радио Београда, па је са Драганом Кремером радио на станицама: Политика, Зрењанин и Панчево, реализовао емисију Игра рокенрол трећа Југославија.
Од пролећа 1997. до пролећа 2002. године радио је као музички уредник на РТВ Панчево. Био је дописник часописа Билборд, сарадник радио-станица BBC и Слободна Европа. Од 2003. до 2005. био је у жирију емисије Идол која се емитовала на БК телевизији. Од пролећа 2006. до фебруара 2012. године је на Радију Б92 са Томиславом Грујићем припремао емисију Јубокс која се бавила рок и поп сценом с подручја бивше Југославије.
Од марта 2003. до децембра 2021. године био је представник хрватске издавачке куће Далас рекордс за Србију.
Уредник је књига Изгужване мисли (Далас рекордс, 2018) Бранка Голубовића Голуба, Живот с иди(ј)отима 
(Далас рекордс, 2019) Ненада Марјановића Др Фрица и Jazz face Војислава Пантића (Далас рекордс, 2019)

## Књиге
- Другом страном-Алманах новог таласа у СФРЈ, (коаутор), Истраживачко-издавачки центар ССО Србије, Београд, 1983.
- „Песме братства & детињства“ (Антологија рок поезије СФРЈ 1967 – 1991), Нова, Београд, 1993.
- Илустрована  енциклопедија 1960-1997, Геопоетика, Београд, 1998.
- Илустрована  енциклопедија 1960-2000, Ауторско издање, Београд, 2001.
- енциклопедија 1960-2006, Ауторско издање, Београд, 2007.
- енциклопедија 1960-2015, Ауторско издање, Београд, 2016.
- Еx Yu rock enciklopedija 1960-2023, Autorsko izdanje, Beograd, 2024.